# نيلي زاكس
نيلي زاكس Nelly Sachs (اسمها الأصلي ليوني زاكس Leonie Sachs ؛ ولدت في 10 ديسمبر 1891 في برلين – وماتت في 12 مايو 1970 في ستوكهولم) هي شاعرة وأديبة ألمانية. منحت جائزة نوبل في الأدب في عام 1966 مناصفة مع الأديب اليهودي شموئيل يوسف عجنون، وذلك «لأعمالها الشعرية والمسرحية التي فسرت القدر اليهودي بقوة واضحة».

## حياتها
ولدت نيلي زاكس في 1891 في برلين شونيبرج وكانت الابنة الوحيدة لويليام زاكس الذي كان مخترعا وصاحب مصنع، والام مارجاريته (مولودة بلقب كارجر). ونشأت في أسرة مثقفة متآلفة في مناخ برجوازي. وبسبب سوء حالتها الصحية فقد تلقت دروسا خاصة لمدة ثلاث سنوات والتحقت في عام 1903 بمدرسة الفتيات العليا، وحصلت منها بعد خمس سنوات على الشهادة المتوسطة. قرأت في سن الخامسة عشرة أولى روايات زيلما لاجرلوف بعنوان Gösta Berling وأعجبت بها جدا، لدرجة أنها تبادلت الرسائل مع الكاتبة السويدية، ودامت تلك المراسلة 35 عاما. وكتبت أولى قصائدها وهي في سن السابعة عشرة.
كانت نيلي زاكس انطوائية وقلما كانت تهتم بالحياة الاجتماعية. وظلت غير متزوجة بعدما حاول الأب قطع علاقتها الغرامية برجل مطلق، إلا ان العلاقة ظلت قائمة بينها وبين ذلك الرجل الذي لم يذكر اسمه على الأرجح لمدة عقود. وقد تم اعتقالهما معا في بداية الحرب العالمية الثانية – وتوجد في بعض القصائد كلمات مثل «العريس» – وقد مات ذلك الرجل في إحدى معسكرات الاعتقال. ولكن يظل ما حدث بالضبط مجهولا.
صدرت في عام 1921 أولى مجموعاتها الشعرية بعنوان «أساطير وقصص» وبتشجيع ومساندة من الأديب شتيفان تسفايج. وكانت القصائد الأولى ذات الصبغة السوداوية لم تزل مصطبغة بتأثيرات من المدرسة الروائية الجديدة وتدور حول مواضيع من الطبيعة والموسيقى. لكن عندما قامت نيلي زاكس بنشر أعمالها الكاملة فيما بعد لم تضمنها تلك المجموعة الشعرية.
مات والدها ويليام بعد معاناة طويلة مع مرض السرطان في عام 1930، فانتقلت مع والدتها إلى إحدى البيوت المستأجرة الخاصة في شارع ليسنج شتراسه في برلين Lessingstraße. وفي نهاية العشرينات نشرت قصائدها في عدة صحف برلينية ومن بينها Vossische Zeitung، Berliner Tageblatt ومجلة die Jugend. وقد لقيت قصائدها الترحيب سواء من القراء أو النقاد. أما القصائد ذات الروح التجريبية والحائدة عن الطرق التقليدية وذات الأسلوب الصعب الفهم فقد تركتها تماما.
عاشت نيلي زاكس مع والدتها في الثلاثينات في برلين حياة صامتة ومنعزلة كما كان الحال بالنسبة لليهود. وقد استدعت أكثر من مرة للتحقيق من قبل الجستابو، وقد تم نهب منزلها من قبل رجال الـ SA. وعانت الكثير بسبب أصلها اليهودي وفي بداية الحرب قرأت لمارتن بوبر Erzählungen der Chassidim، ووجدت ثروة فكرية صوفية أعطتها القوة مرة أخرى. وأخيرا قررت زاكس الهرب من ألمانيا مع أمها. وسافرت صديقتها «الآرية» جودرون هارالان في صيف 1939 إلى السويد لطلب المساعدة من زيلما لاجرلوف للحصول على تأشيرة سويدية. لكنها لم تستطع المساعدة بسبب حالتها الصحية فقد ماتت قبل أن تفعل شيئا.
فاتجهت هارلان إلى الأمير الرسام أويْجن وهو شقيق الملك السويدي والذي ساعدها في النهاية. وبعد عقبات بيروقراطية لشهور عديدة استطاعت زاكس وأمها في مايو 1940 وبالتحديد في اللحظة الأخيرة – حيث كان الأمر بنقلها إلى معسكر قد صدر فعلا – وسافرت في طائرة متوجهة إلى ستوكهولم.
في السويد عاشت المرأتان في ظروف فقر في مسكن من حجرة واحدة في جنوب ستوكهولم. وكانت نيلي ترعى والدتها وتعمل بشكل مؤقت غسالة لتكسب قوت يومها. وبدأت تتعلم السويدية وتترجم الشعر السويدي الحديث إلى الألمانية. وتطور شعرها في أثناء سنوات الحرب بشكل كامل عن قصائدها المبكرة الرومانتيكية. فقصائدها لعامي 43/1944 والتي صدرت فيما بعد في مجموعة «في مساكن الموت» تتضمن صورا للألم والموت، وتعتبر تأبينا فريدا لشعب معذب. وبجوار قصائدها التي كتبت في الأربعينيات مسرحيتان هما إيلي وأبرام في الملح. في فترة ما بعد الحرب واصلت زاكس الكتابة بلغة عميقة ومريرة لكنها رقيقة عن فظائع الهولوكوست.
نشر ديوانيها «في مساكن الموت» و«إظلام النجوم» في برلين الشرقية عام 1949 بفضل يوهانس بيشر. ولكن لم تنشر لا في السويد ولا في المناطق الغربية من ألمانيا. وفي العام نفسه نشرت مجموعتها الثانية إظلام النجوم في أمستردام، وأثنى عليها النقاد، وقرأت بشكل نادر في الجمهورية الألمانية الاتحادية الحديثة النشأة. وفي مجلة Sinn und Form الصادرة في شرق ألمانيا نشرت بعض من نصوصها. وقد ظلت زاكس وأمها في ظروف مالية سيئة، لكنها كانت تتعيش في تلك الفترة من الترجمة.
في بداية الخمسينيات ماتت أمها وترك ذلك أثرا نفسيا عميقا عليها. وفي سنوات الخمسينيات بدأت مراسلة مع باول تسيلان الذي زارها في باريس في عام 1960. في عام 1963 حصلت على الجنسية السويدية. وفي نهاية العقد وبعد سنوات من العزلة وجد اسمها أخيرا طريق الشهرة في البلاد الناطقة بالألمانية. ونشرت مجموعتاها «ولا يعرف أحد المزيد» و«الهروب والتحول» المتأثرتان بالسريالية الفرنسية في عامي 1957 و 1959 في هامبورغ وميونخ وشتوتغارت. أما مسرحية إيلي Eli فأذيعت كمسرحية إذاعية في عام 1959 في راديو جنوب غرب ألمانيا Südwestdeutschen Rundfunk. واكتشفت نيلي زاكس في ساحة الأدب الألماني الحديث في ألمانيا الغربية.
كانت أول جائزة أدبية ألمانية تحصل عليها هي جائزة الشعر من الدائرة الثقافية في النقابة الاتحادية للصناعة الألمانية في عام 1959 لكنها حصلت عليها في غيابها. فلم تكن زاكس ترغب في العودة إلى ألمانيا فخوفها كان ما زال كبيرا. وظهرت عليها علامات مرض نفسي. وبعد أن منحت جائزة دروسته الميرزبورجية للأديبات Meersburger Droste-Preis für Dichterinnen في عام 1960 كانت تلك المرة الأولى التي تطأ فيها أرض ألمانيا بعد عشرين عاما من الرحيل، لكنها انهارت بعد عودتها إلى السويد. وقضت ثلاث سنوات في مصح نفسي في ستوكهولم.
في عام 1961 أسست مدينة دورتموند جائزة نيلي زاكس ومنحتها لصاحبة الاسم. وكانت أول امرأة تمنح جائزة السلام لتجارة الكتب الألمانية في عام 1965، وكانت سببا في رحلتها الثانية إلى ألمانيا.

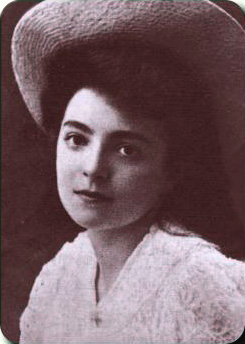
نيللي ساكس في عام 1910

في عيد ميلادها الخامس والسبعين في 10 ديسمبر 1966 منحت نيلي زاكس جائزة نوبل في الأدب من يد الملك السويدي. وألقت خطاب شكرها القصير بالألمانية واقتبست فيه من قصيدة لها:«استبدلت بالوطن تحولات العالم». وقد منحت زاكس القيمة المالية للمحتاجين، ومنحت نصفها لصديقتها القديمة جودرون هارلان. وفي سنوات عمرها الأخيرة انسحبت من الأضواء وعاشت في عزلة. وبجوار معاناتها النفسية وإقامتها الثانية في مصح للأعصاب، فقد أصيبت بالسرطان ماتت بسببه في مستشفى في ستوكهولم في 12 مايو 1970. ودفنت في مقبرة يهودية في شمال ستوكهولم.
لحن فولفجانج ريم في عمله „Memoria – drei Requiembruchstücke“ قصيدتين لزاكس. وقد عرض العمل في تدشين نصب التذكير بالهولوكوست في برلين. وكان اسمها قد أطلق قبل منحها جائزة نوبل على مدرسة ثانوية Nelly-Sachs-Gymnasium.

## من أعمالها
- في مساكن الموت 1947
- آلام إسرائيل 1951
- علامات في الرمل 1962
- منظر من الصراخ 1966
- قصائد 1977
- البحث عن أحياء 1979

## وصلات داخلية
- قائمة السيدات الحاصلات على جائزة نوبل

## روابط خارجية
- نيلي زاكس على موقع IMDb (الإنجليزية)
- نيلي زاكس على موقع الموسوعة البريطانية (الإنجليزية)
- نيلي زاكس على موقع مونزينجر (الألمانية)
- نيلي زاكس على موقع ميوزك برينز (الإنجليزية)
- نيلي زاكس على موقع إن إن دي بي (الإنجليزية)
- نيلي زاكس على موقع ديسكوغز (الإنجليزية)
- نيلي زاكس على موقع قاعدة بيانات الفيلم (الإنجليزية)